# 一宮神社 (米沢市)
一宮神社（いちのみやじんじゃ）、山形県米沢市広幡町上小菅にある神社（郷社）。境内地に虚空蔵尊も祀られてる。米沢市中心部から北西方向に鎮座する。

## 祭神
稲倉魂命（うがのみたまみこと）・迦遇槌命 （かぐつちのみこと）・埴山姫神命（はにやまひめのみこと）の三柱の祭神を祀る。
また、境内地に一宮福徳大満虚空蔵尊も鎮座する。

## 祭祀
- 1月1日：歳旦祭
- 4月13日：祈年祭
- 6月末：大祓
- 7月13日：一宮福徳大満虚空蔵尊例大祭
- 9月13日：一宮神社例大祭
- 11月23日：新穀感謝祭
- 11月29日：末社祭
- 12月末：大祓
- 12月末：焼納祭

## 文化財
金幣漆蒔繁馬一面（昭和六十三年米沢市有形文化財指定）
他
上杉景勝公の直筆書状・絵馬十枚・棟札二十二枚。

## 交通
- JR東日本米沢駅より約8キロ北西方向。